# گیرنده ۲ فاکتور نکروز تومور
گیرنده ۲ فاکتور نکروز تومور (انگلیسی: Tumor necrosis factor receptor 2) که با نام‌های اختصاری TNFR2 و CD120b هم شناخته می‌شود، یک پروتئین است که در انسان توسط ژن «TNFRSF1B» کُدگذاری می‌شود. این گیرنده فاکتور نکروز توموری آلفا (TNFα) متصل می‌شود.

## عملکرد
این پروتئین متعلق به ابرخانواده گیرنده‌های فاکتور نکروز تومور است و در آپوپتوز سلولی نقش دارد. در موش‌ها، تخریب این ژن از طریق تحریک مسیرهای آنتی اُکسیداتیو، سبب محافظت سلول‌های عصبی در برابر آپوپتوز می‌گردد.

## تعامل‌های شیمیایی
این پروتئین با مولکول‌های TRAF2 و TTRAP، تعامل پروتئین-پروتئین دارد.

## برای مطالعهٔ بیشتر
- Kollias G, Kontoyiannis D (2003). "Role of TNF/TNFR in autoimmunity: specific TNF receptor blockade may be advantageous to anti-TNF treatments". Cytokine Growth Factor Rev. 13 (4–5): 315–21. doi:10.1016/S1359-6101(02)00019-9. PMID 12220546.
- Holtmann MH, Schuchmann M, Zeller G,  et al. (2003). "The emerging distinct role of TNF-receptor 2 (p80) signaling in chronic inflammatory disorders". Arch. Immunol. Ther. Exp. (Warsz.). 50 (4): 279–88. PMID 12371624.
- Horiuchi T, Kiyohara C, Tsukamoto H,  et al. (2007). "A functional M196R polymorphism of tumour necrosis factor receptor type 2 is associated with systemic lupus erythematosus: a case-control study and a meta-analysis". Ann. Rheum. Dis. 66 (3): 320–4. doi:10.1136/ard.2006.058917. PMC 1856025. PMID 17028114.